# Billy (cão)
A billy[Nota] é uma raça de cães de caça grande porte proveniente do centro-oeste da França, no século XIX. Estes animais foram inicialmente criados por Monsieur Gaston Hublot du Rivault, que viveu no Chateau de Billy, em Poitou. O billy é um cão oriundo dos cruzamentos entre três raças sobreviventes da Segunda Guerra Mundial: o céris, o larrye e o montaimboeuf.
Fisicamente é um cão de pelagem curta e dura, de colaração branca e alaranjada ou amarelada. Apesar de leve, seu tórax é fundo e estreito, e suas pernas são classificadas como fortes e de boa ossatura, o que o torna um animal eficiente em seu trabalho, a caça.